# Феста-Кампаниле, Паскуале
Паскуа́ле Фе́ста-Кампани́ле (итал. Pasquale Festa Campanile, Мельфи, Базиликата, 28 июля 1927 — Рим, 25 февраля 1986) — итальянский писатель, сценарист, кинорежиссёр.
Феста-Кампаниле — бесспорный мэтр комедии по-итальянски, обеспечившей непрерывность развития и расцвет послевоенного итальянского кинематографа; сценарист, создавший для молодого Алена Делона образ Рокко в фильме Висконти «Рокко и его братья»; режиссёр, снявший Адриано Челентано в фильмах «Бинго-Бонго» и «По рукам!», побивших все кассовые рекорды «золотого века» итальянского кинематографа; создатель римской комедии «Ругантино» — лучшего итальянского мюзикла, арии из которого стали народными песнями; писатель, автор романов, удостоенных главных национальных литературных наград. За годы творчества создал свыше восьмидесяти произведений, лучшие из которых являются золотым фондом итальянской культуры.

## Биография
Паскуале Феста-Кампаниле родился 28 июля 1927 года в старинном южно-итальянском городе Мельфи, в состоятельной семье правоведов. Он был сыном Раффаэле Феста-Кампаниле и Ольги Паппада̀. В 1936 г. семья его отца переехала в Рим, который в дальнейшем стал не только местом действия, но и героем его многочисленных произведений, а колоритный язык римлян — одной из постоянных коннотат поэтики комедии по-итальянски, основного жанра «розового неореализма».
В раннем возрасте Паскуале поступил в престижный римский лицей им. Юлия Цезаря, по окончании которого изучал юриспруденцию в Римском университете. Здесь в 1949 г. он познакомился с Массимо Франчоза, молодым преподавателем римского права, с которым на долгие годы сложился их творческий союз. «Я поставил ему „пятерку“ на экзамене, на следующий день он зашёл меня поблагодарить, и мы сдружились. Мы написали гору киносценариев, которые в те годы были никому не нужны».

## Первые опыты в литературе и кино
Ещё в университетские годы Паскуале Феста-Кампаниле начал сотрудничество с римскими газетами и журналами, где публиковал короткие рассказы и в 1948 г. получил свою первую литературную награду — премию «Каравелла» за новеллы «Вавилон за городскими стенами», «Пещерные жители», «Приземление на родину лото», «Возвращение на остров», «Испания в Сарагосе». Массимо Франчоза одновременно с преподавательской работой был редактором знаменитого журнала «La Fiera Letteraria» («Литературная ярмарка»), которым руководил маститый поэт Винченцо Кардарелли (1887—1959), продвигавший молодые таланты послевоенной литературы. Феста-Кампаниле стал внештатным сотрудником, а вскоре и штатным редактором журнала. В «Литературной ярмарке» он вёл две рубрики: «Что делают итальянские писатели» и «Что делают итальянские кинематографисты», которые позволили ему войти в мир большой литературы и кино: Пратолини, Моравиа, Висконти, Дзаваттини, Феллини, Дзампа, Кастеллани, Берто стали его собеседниками, учителями и друзьями. Это были годы формирования Паскуале Феста-Кампаниле, совпавшие с расцветом неореализма, который оставил неизгладимый след в его творческой биографии.
В 1949 г. Феста-Кампаниле и Франчоза дебютировали в кинематографе; по их сценарию «Фадиджа — закон вендетты» режиссёр Роберто Бьянки Монтеро снял фильм о междоусобицах сардинских землепашцев и пастухов. Основным занятием Феста-Кампаниле до 1955 г. был журнализм — он работал на радио, телевидении, публиковался в журнале Роберто Лонги «Paragone», за эту деятельность был удостоен журналистской премии Марцотто.
Переломным стал 1955 г., когда по сценарию Феста-Кампаниле и Франчозы вышел фильм «Влюблённые», снятый Мауро Болоньини. «Влюблённые» — манифест «розового неореализма». Фильм обозначил отход итальянского кинематографа от пережившей себя поэтики неореализма, уже неспособной выразить проблемы и чаяния стремительно меняющегося мира. Закончившийся по всеобщему согласию на фильме «Умберто Д.» Де Сики и Дзаватиини неореализм уступил место младшему брату. «Розовый неореализм» — это драматическая реальность, выраженная комедийными средствами. В фильме «Влюблённые» Феста-Кампаниле отошёл от эпизодической структуры комедии, скроенной для великого актёра-комика (напр., Сорди, Манфреди, Гассмана, Тоньяцци), и возвратился к классической комедии Гольдони, погружённой в окружающую жизнь, в данном случае к его одноимённой комедии «Влюблённые».
В 1957 году Паскуале Феста-Кампаниле дебютировал на литературном поприще романом «Бабушка Сабелла», которому авторитетное жюри (в составе Унгаретти, Карло Бо, Витторини, Джованни Баттиста Анджолетти, Бетокки, Леоне Пиччони) присудило главную награду — премию «Король друзей» (Il Re degli Amici) за лучший юмористический роман. Успех «Бабушки Сабеллы» закрепил одноимённый фильм Дино Ризи, снятый в том же году и удостоенный «Золотой раковины», главной премии фестиваля в Сан-Себастьяне. Кассовый сбор от его проката убедил Феста-Кампаниле в том, что путь к широкому успеху лежит через кинематограф. В дальнейшем, однако, он с сожалением говорил, что «зря потратил столько времени на кино в ущерб литературе».

## Сценарист

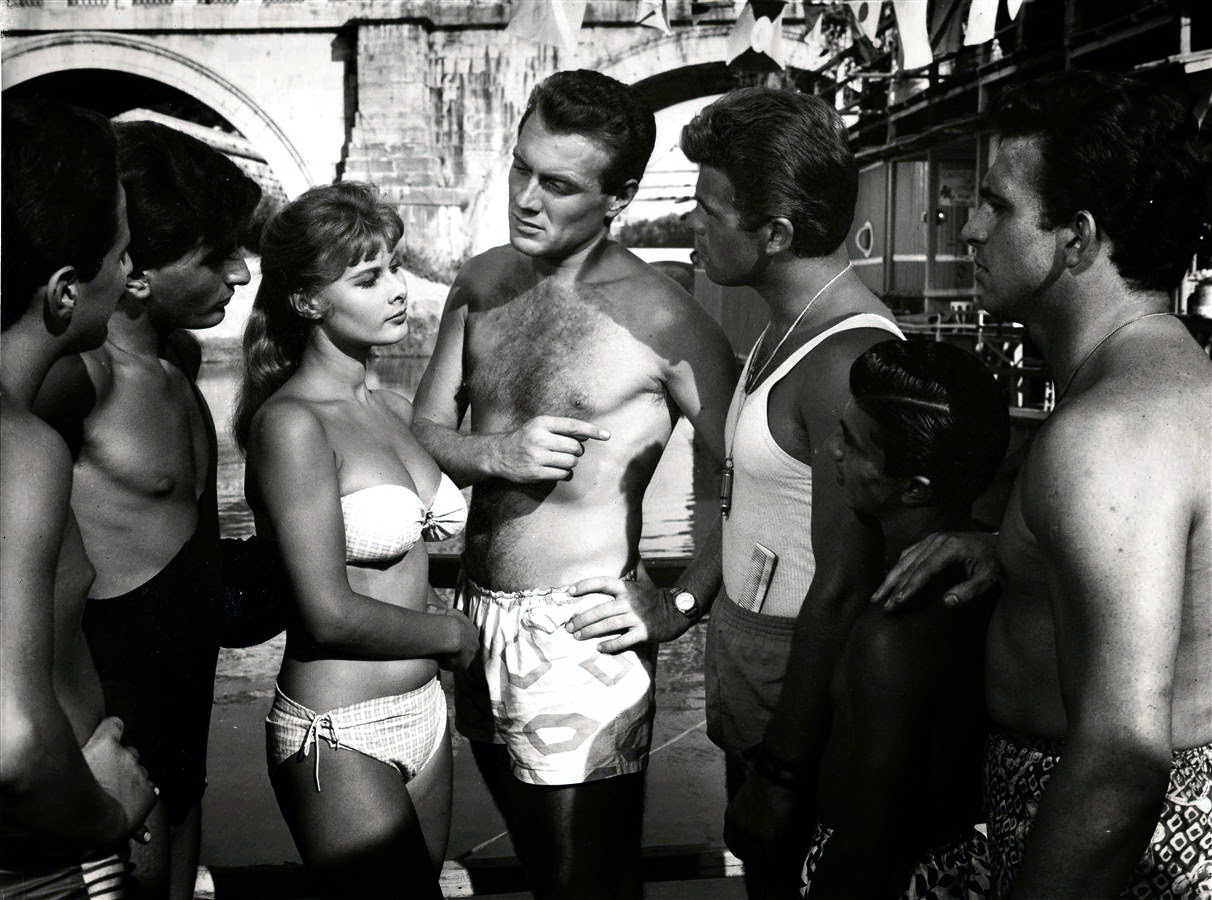
Кадр из фильма “Бедные, но красивые” реж. Дино Ризи,1956

Ошеломительный успех фильма «Бедные, но красивые», снятого Дино Ризи в том же году по сценарию Феста-Кампаниле и Франчозы, обозначил победу «розового неореализма». Её закрепили два сиквела «Бедные, но красавицы» (1957) и «Бедные миллионеры» (1958), оба снятые Дино Ризи, и фильм Мауро Болоньини «Молодые мужья», удостоенный премии Каннского фестиваля за лучший оригинальный сценарий. Паскуале Феста-Кампаниле и его соавтор стали менторами комедии по-итальянски. Трилогия о «красивых, но бедных» имела решающее значение для развития итальянского кино, впервые заговорившего о личных проблемах молодежи, пролетариев и мелкой буржуазии. Лукино Висконти обратил внимание на эти фильмы и привлёк Феста-Кампаниле и его соавтора к написанию сценария «Рокко и его братья». 

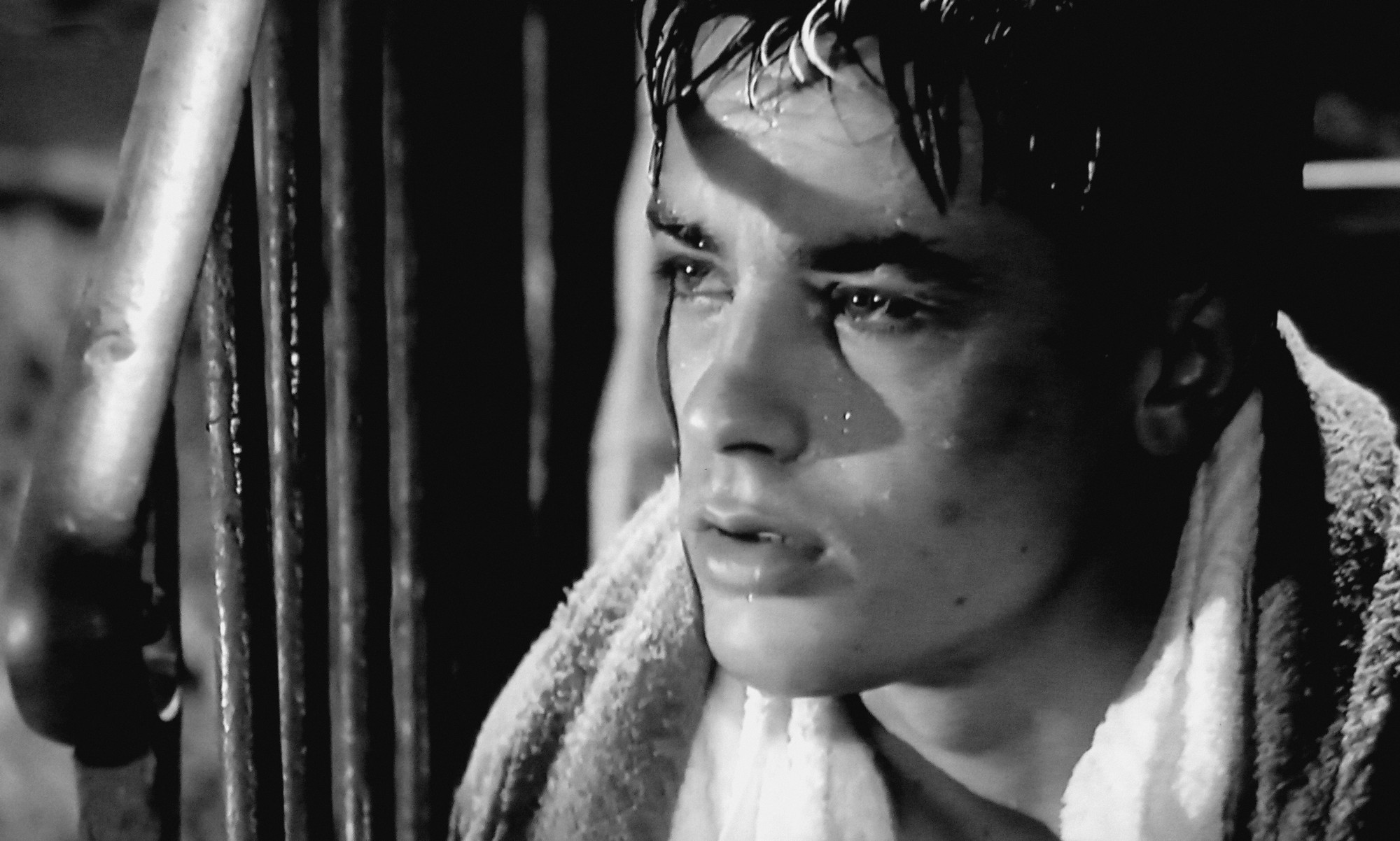
Ален Делон в фильме "Рокко и его братья", реж. Л. Висконти, 1960

Висконти высоко оценил работу сценаристов: «Феста-Кампаниле и Франчоза, оба южане, внесли неоценимый вклад в разработку психологии образов и создание блестящих диалогов». Если верно, что в фильмах, снятых по сценариям Феста-Кампаниле и Франчозы такими разными режиссёрами как Де Сика, Болоньини, Дзампа, Петрони, Камерини («Отдых на Искье», 1957), Орландини («Все влюблены», 1959), Франчолини («Фердинанд I, король Неаполя», 1959) превалирует почерк сценаристов, то столь же верно, что опыт работы с Висконти проложил путь Феста-Кампаниле в режиссуру, показал, «кто является настоящим автором фильма».
Обреченные на успех, сценаристы не покладая рук писали комедийные истории для Альберто Сорди «Венеция, луна и ты» (Д. Ризи, 1958), «Он вор и она воровка» (Л. Дзампа, 1958), для Массимо Джиротти («Стокилометровка» Петрони, 1959), и сценарии к драматическим фильмам "Следователь (Л. Дзампа, 1959), «Убийца» (Э. Петри, 1961) с Мастроянни в главной роли, «Ферма Виачча» (М. Болоньини, 1961), в котором снимались Клаудия Кардинале и Жан-Поль Бельмондо.

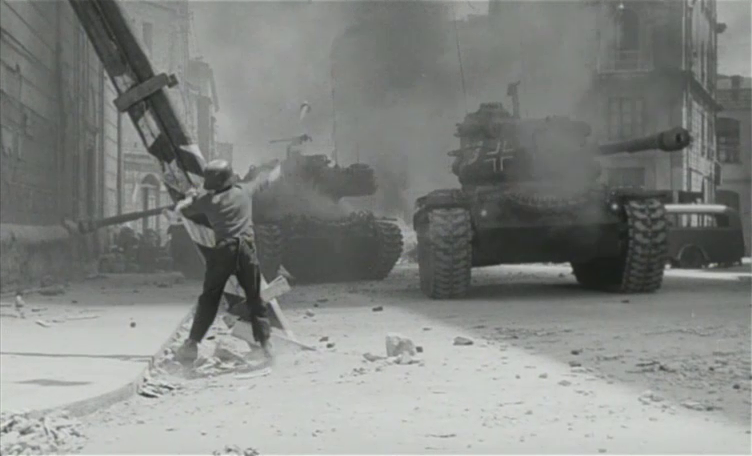
"Четыре дня Неаполя", реж. Нанни Лой, 1962

1962 год в творческой биографии сценариста ознаменовался выходом фильма Нанни Лоя «Четыре дня Неаполя», в котором достигла полноты звучания хоральность поэтики Феста-Кампаниле: героем фильма стал неаполитанский народ, стихийно восставший в сентябре 1943 года и за четыре дня до высадки союзников изгнавший из города немецких оккупантов. В 1963 году фильм был номинирован на «Оскар» как лучший иностранный фильм, а в 1964 — как лучший оригинальный сценарий.
В 1963 году состоялся шумный дебют в итальянском кино Марко Феррери, вернувшегося из Испании опытным режиссёром. По сценарию Феста-Кампаниле и Франчозы он снял фильм «Современная история: Пчеломатка», сатиру на институт церковного брака. Любви, отношениям влюблённых и супружеских пар, сексуальной ориентации и вкусам итальянцев, насущной проблеме гражданского развода посвящен фильм «В Италии это называют любовью» (реж. Вирджилио Сабель, 1963), относящийся к популярному в те годы жанру фильма-«социального опроса».

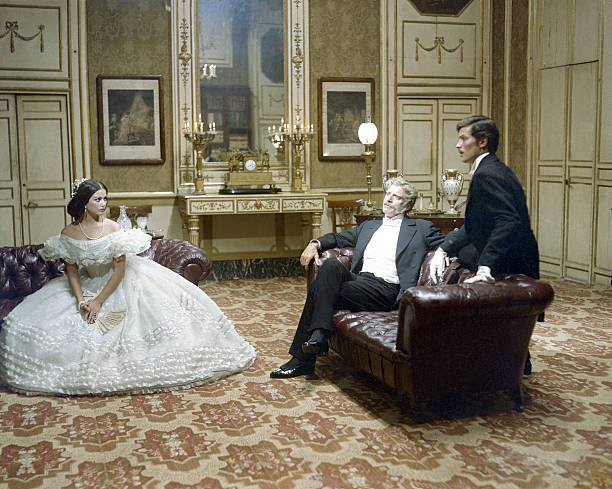
Кадр из фильма «Леопард», реж. Л. Висконти, 1963

Три года спустя после «Рокко и его братьев» Висконти заручился участием сценаристов в создании «Леопарда» — переложении на киноязык одноимённого исторического романа Джузеппе Томази ди Лампедуза. Фильм, в котором снимались Ален Делон, Берт Ланкастер и Клаудия Кардинале, получил Золотую пальмовую ветвь Каннского кинофестиваля 1963 г., стал шедевром мирового кино и включён Мартином Скорсезе в список 12 лучших фильмов всех времен и народов.
Итальянский кинематограф середины 1960-х годов переживал период своего расцвета. Утверждались крупные имена — Висконти, Антониони, Феллини, вливались свежие силы — Феррери, Пазолини, Беллоккьо, Петри, Бертолуччи, Росси и другие; комедия по-итальянски достигла своих вершин в плодотворном сотрудничестве двух сценаристов: Феста-Кампаниле и Франчозы. Однако время работы над сценариями закончилось. Об этом говорил Феста-Кампаниле: «Работа киносценариста обусловлена многими обстоятельствами, состоит из компромиссов, согласований с режиссёрами, продюсерами, дистрибьюторами, в конце получаешь продукт, сработанный по заказу… Помимо того, что мне хотелось быть режиссёром, выражаться по-своему средствами кино, я вдобавок ко всему выдохся — после полусотни сценариев мне надоел письменный стол, пишущая машинка, бумага. Разница между одной и другой работой огромная, проблемы совершенно другие. Как сценарист ты думаешь одним образом, а как режиссёр сталкиваешься с совершенно другой действительностью, представленной всеми — от продюсера, до актёра и техработников…»

## Режиссёр
Дебют Феста-Кампаниле в кинорежиссуре состоялся в 1963 г. По собственному сценарию Феста-Кампаниле и Франчоза сняли фильм «Попытка полюбить», в котором подняли «запатентованную» Антониони тему некоммуникабельности, но решили её собственными выразительными средствами. Это рассказ об адюльтере пресыщенных жизнью буржуа. Попытка полюбить так и остается попыткой, завершающейся экзистенциальной скукой. Фильм «Белые голоса» (1964) вынес Феста-Кампаниле и его соавтора на гребень успеха, но поставил точку в их содружестве, продолжавшемся 15 лет. В работе над этим фильмом впервые не нашла компромисса разность взглядов на режиссуру, и они расстались. В дальнейшем Феста-Кампаниле создавал сценарии своих фильмов один или в содружестве с другими авторами — Васко Пратолини, Луиджи Малерба; особое духовное сродство возникло с Оттавио Йемма, блестяще воплощавшим в сценарии сюжеты Феста-Кампаниле, перекладывавшим на киноязык его романы. Их роднило ироничное отношение к жизни, интерес к «сексуальному воспитанию» итальянцев, внимание к социальным изгоям и сексуальным меньшинствам. Драматургический принцип Йеммы состоял в развитии главного действия комедии по нарастающей, без излишних перипетий и почти без отклонений от главной сюжетной линии.
Став кинорежиссёром, Феста-Кампаниле утвердил себя выдающимся комедиографом XX века наравне с Эдуардо де Филиппо и Дарио Фо. Эстетику своих комедий автор формулировал следующим образом: «Мои комедии не являются комедиями нравов, а просто комедиями. Я никогда не любил итальянский социальный контекст настолько, чтобы высмеивать его пороки в комедиях нравов. По этой причине мои фильмы называли уклончивыми, далекими от действительности. Это неправда, поскольку я предпочитаю выражаться скорее парадоксами, а не прямым копированием реальности»
Парадоксальность Феста-Кампаниле роднит его с пиранделловским юморизмом, главный принцип которого — «чувство противоположного», перевертыш, зеркальность, ирония и гротеск, сосуществование двух перспектив — прямой и обратной, текста и подтекста, смешного и плачевного и т. д. Например, в комедии «Любовью следует заниматься как следует» автор предупреждал о опасностях, ожидающих сексуальную вседозволенность. Его тезис: секс, лишенный любви, станет товаром. Но гиперболизируя совокупления без любви, добивался противоположных и потрясающих результатов: в период глобального энергетического кризиса, занятия сексом вырабатывают такое количество энергии, которое способно обеспечить нормальное и экологически чистое функционирование цивилизации. Авторский тезис был опрокинут комедийным нарастанием совокуплений, ставших главной заботой государства.
Другими источниками парадоксального комизма была американская комедия slapstick и Билли Уайлдер: сюжет его трагикомедии «Квартира» позаимствован для фильма «Куда ты направилась голая?», а фильм «Никто не совершенен», начиная с названия, построен на финальной реплике фильма Уайлдера «В джазе только девушки».

Новаторское кино Клода Лелуша, придававшего огромное значение эффектной съемке и музыке, не прошло бесследно для Феста-Кампаниле, который всегда уделял пристальное внимание операторской работе, отбору киноактеров и композиторов. У него снимались выдающиеся актёры-комики Тото̀, Сорди, Манфреди, Тоньяцци, Мастроянни, Гассман, он создавал новые актёрские «маски» — Энрико Монтесано и Адриано Челентано, достигшие высот своего искусства под его руководством. Он привлёк к участию в своих фильмах зарубежных актёров, разбавлявших итальянский комизм — Ж-Л. Трентиньяна, Филиппа Леруа, Томаса Милиана, Рода Стайгера, Тони Кёртиса, Бена Газзару.

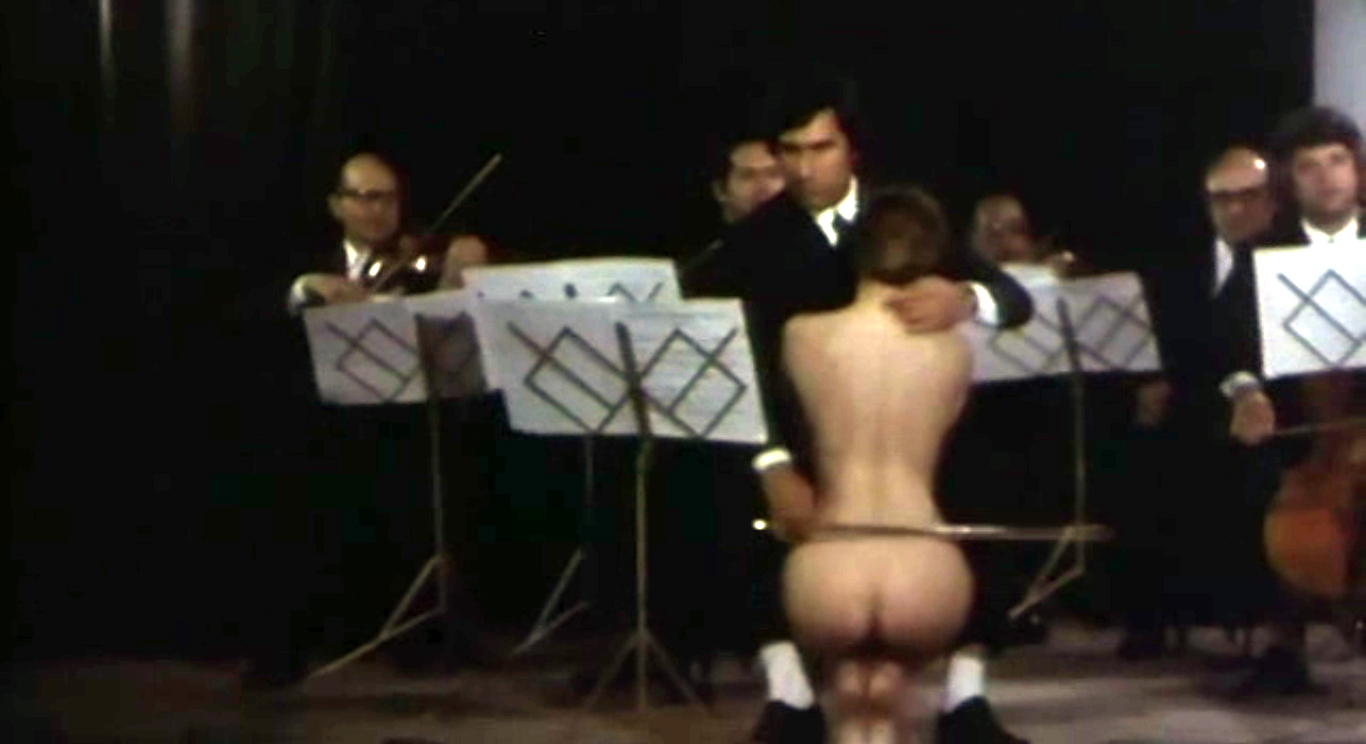
Лаура Антонелли и Ландо Буццанка в фильме "Певчий дрозд", 1971

 У него снимались богини кино, блестящие актрисы и ослепительные красавицы, не стеснявшиеся обнажаться: Клаудия Кардинале, Моника Витти, Марианджела Мелато, Адриана Асти, к которым присоединились зарубежные звезды — Анук Эме, Катрин Денев, Анни Жирардо, Марина Влади и среди которых особое место в ранних фильмах Феста-Кампаниле занимала Катрин Спаак, создавшая модель нового образа женщины: независимой, сексапильной и знающей за собой эти свойства. Секс-символами следующего десятилетия стали Лаура Антонелли («Певчий дрозд») и Лилли Карати («Девичье тело»). Музыку для его фильмов писали Эннио Морриконе, Риц Ортолани, Детто Мариано, Луис Энрикес Бакалов, Армандо Тровайоли и другие выдающиеся композиторы.
Фильмы Феста-Кампаниле пользовались бешеным зрительским успехом и приносили невиданные в Италии колоссальные кассовые сборы, что вызывало зависть коллег, прозывавших его «Миллиардером», как будто зарабатывать деньги не свойственно киноиндустрии или перестало быть доблестью, ведущей на Аллею славы. Критика и левого, и правого толка не прощала ему нонконформизм, аполитичность и эротичность его картин и навесила на него ярлык коммерческого режиссёра. Современная академическая, объективная критика восстановила справедливость. За двадцать лет режиссёрской работы Феста-Кампаниле снял сорок два фильма. «Я привык работать по 18-19 часов в день, поддерживая себя кофе и граппой и выкуривая по сотне сигарет… На пятой скорости я работаю с удовольствием». Сквозной темой его комедий являлись супружеские или внесупружеские отношения разнополой или однополой пары (Эти же отношения стали главными в мастерски снятом им триллере «Кровавый автостоп»). Режиссёр, как правило, рассматривал крайние, лишённые правдоподобия и граничащие с абсурдом ситуации, в которых заключается источник смеха.

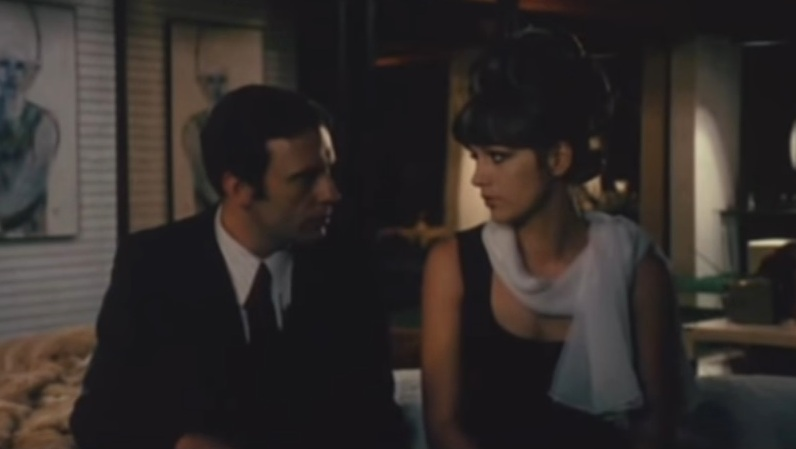
Ж.-Л.Трентиньян и Катрин Спаак в фильме «Матриарх, 1968»

В режиссёрских работах 1960-х годов выделяются фильмы, снятые с бельгийской актрисой Катрин Спаак: «Адюльтер по-итальянски», «Муж мой, и я прикончу его, когда мне захочется» и «Матриарх», своеобразная трилогия о женской эмансипации и утверждении женских прав на волне молодёжной и сексуальной революции: мы словно вернулись на стадию матриархата, где партнёра выбирает не он, а она. Режиссёр позиционировал себя феминистом.

В фильме «Когда женщины были хвостатыми», открывающем 1970-е годы, автор погрузился в антропологию секса и к истокам комизма. Комическое рождается из столкновений персонажей с деформирующей их действительностью: был кто-то, стал никто, а затем превратился в сто тысяч; такова пиранделловская парадигма, которую проживает виолончелист Никколо̀ Вивальди в одном из лучших фильмов Феста-Кампаниле «Певчий дрозд» (1971). Другими комедийными работами этого десятилетия являются «Пендель» (1974), «Признайся, что ты делаешь все для меня» (1976), «Дорогая жена» (1977), «Как потерять жену и найти любовницу» (1978), среди которых выделяется шедевр «Любовью следует заниматься как следует» (1975). 

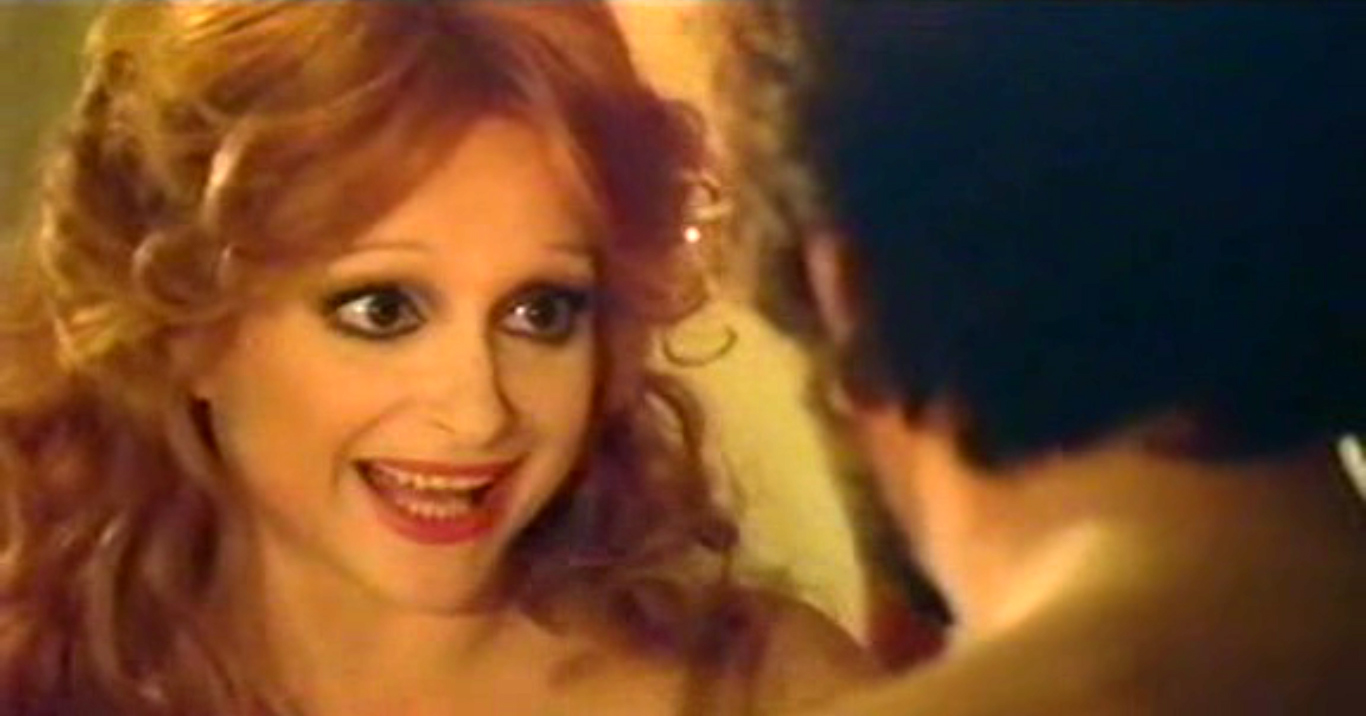
Адриана Асти и Джижи Пройетти в фильме "Любовью следует заниматься как следует", 1975

Фильм снят по одноимённому роману, который Феста-Кампаниле создал в том же году, в разгар глобального нефтяного кризиса. И новая книга, и снятый по ней научно-фантастический фильм предсказывают развитие общества к 2000 году: над романтической любовью возобладает голый секс, который заменит нефть и станет источником экологически чистой энергии, обеспечивающей рабочие места, социальный порядок и благополучие цивилизации. Тему меркантилизации секса режиссёр продолжил в двух последующих блестящих комедиях «Джеджѐ Беллавита» и «Девичье тело». В первом жена-привратница сообразила, что может взимать плату за сексуальные услуги бездельника мужа, полового гиганта, в которых нуждаются жилички и жильцы их богатого дома, ранее получавшие их задаром; во втором — деревенская простушка Терези́н становится обладательницей состояния своего пигмалиона, сладострастного профессора Кварио, которое она вкладывает в покупку публичного дома в Мантуе.
В 1970-е годы началось сотрудничество режиссёра с Адриано Челентано. Студия звукозаписи «Клан Челентано» заказала Паскуале Феста-Кампаниле два фильма: «Эмигрант» и киноверсию знаменитого мюзикла «Ругантино», с Челентано и его женой Клаудией Мори в главных ролях. Это сотрудничество продолжилось в 1980-е годы, когда режиссёр пригласил Челентано и Монтесано на две главные роли в фильме «По рукам!». Фильм был специально задуман для двух актёров в новом для Италии киножанре, состоявшем из двух разных фильмов, т. н. movie movie, мода на которые пришла из Голливуда вместе с одноимённым фильмом Стенли Донена. Монтесано играет в фильме «Накоротке с Папой», а Челентано в фильме «Священник-танцор». Объединены оба фильма общим названием «По рукам!» — репликой Челентано-священника, отравляющегося с благословления монсеньора на конкурс танцев с надеждой победить и на премиальные деньги озеленить весь город. Фильм был снят за 21 день и побил кассовые рекорды — 11 млрд лир (прим. 102 милл. долларов) уступив в рейтинге только «Крамер против Крамера» (106 милл. долларов). Ещё большим успехом пользовался «Бинго-Бонго», канонизировавший маску Челентано — он стал иконой народной культуры.

### Костюмные фильмы
Большое место в творчестве Феста-Кампаниле занимают исторические или костюмные комедии. С 1965 по 1984 гг. он снял шестнадцать костюмных фильмов (не считая «Девичье тело», в котором история играет второстепенную роль, выдвигая на передний план комедию характеров и положений; лишь в финале мы узнаем, что действие происходит не сегодня, а в 1957 г.). Отношения с историей у Феста-Кампаниле были неоднозначными, они не вмещались в прокрустово ложе ни одной из господствовавших идеологий, но и не были данью моде («Мандрагора» Латтуады, 1965, «Декамерон» Пазолини, 1971): свою первую костюмную комедию о восставшем народе «Фердинанд I, король Неаполя» Паскуале написал в 1959 г., в 1963 г. работал над сценарием костюмного «Леопарда», а свой первый юмористический роман «Бабушка Сабелла», охватывающий события от объединения страны до послевоенного времени, опубликовал в 1957 году. Если расположить костюмные фильмы Феста-Кампаниле по историческим эпохам, в которые происходит в них действие, то окажется, что они охватывают основные этапы всеобщей истории.
Свой экскурс в прошлое режиссёр начал с доисторических времен, «Когда женщины были хвостатыми» (1970), комедия об открытии и познании секса, и продолжил в ранние исторические времена, «Когда женщины лишились хвоста» (1972) и возникли капиталистические отношения.
В римскую эпоху разворачивается действие «Вора» (1980) — одного из лучших фильмов Феста-Кампаниле, снятого по собственному одноимённому роману. Бродяга Калеб перебивается кое-как мелким воровством, мошенничеством и примитивным трюкачеством пока не встречается с Христом, поражающим его своими трюками — приумножением хлебов, оживлением мертвых. Калеб решается поучиться ловкости рук у Мастера, но оказывается с Ним на кресте. «Близится царствие мое», — говорит ему Спаситель. «Двигай первый, — отвечает ему вор. — Я после».
В средневековье надёжным средством охраны женской нравственности был пояс целомудрия. В одноимённом фильме 1967 г. героиня Моники Витти, златокудрая Боккадоро, до глубины души возмущена тем, что муж, отправляясь в крестовый поход, нацепил на неё эту штуку. Она отправляется на Святую землю, разыскивает его и добивается свободы. Свободы от мелкого тирана, восстановившего в своем захудалом имении «Закон первой ночи» (1972), добиваются восставшие крестьяне под предводительством удалого Гандольфо.
В эпоху Ренессанса происходят события фильма «Девственница для принца» (1965), рассказывающий о самом громком скандале XVI в. — испытании мужских способностей мантуанского принца Винченцо Гонзага перед женитьбой на флорентийке Леоноре Медичи. «Каландрия» — первая и весьма скабрезная эротическая комедия, написанная прозой на итальянском языке кардиналом Биббьеной в 1513 г., легла в основу одноимённого фильма 1972 г. По роману Массимо д’Адзельо «Этторе Фьерамоска, или турнир в Барлетте» снят «Солдат удачи» (1976) с Бадом Спенсером в главной роли — один из самых смешных фильмов Паскуале Феста-Кампаниле.

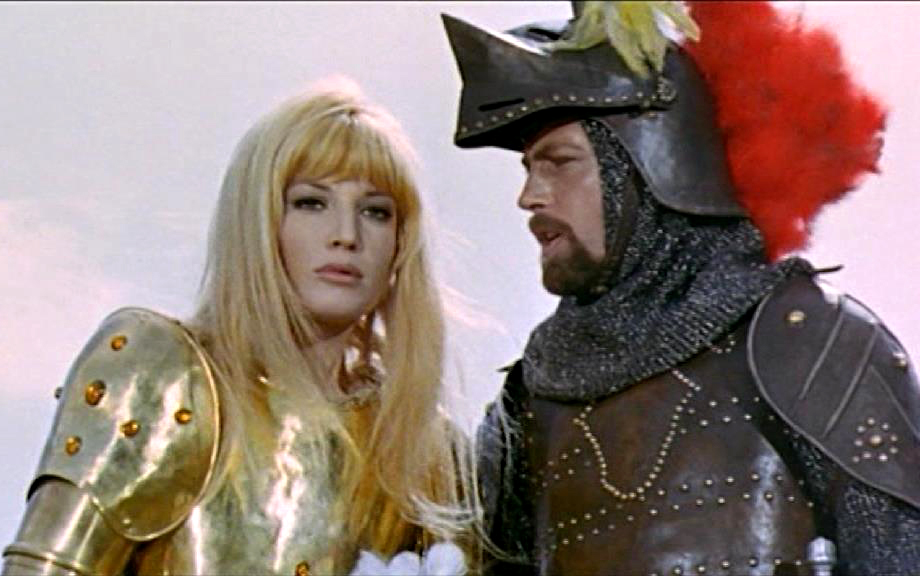
Моника Витти и Тони Кёртис в фильме "Пояс целомудрия", 1967

Восемнадцатый век проходит под пение кастратов («Белые голоса», 1964), среди которых оказывается Мео, мнимый кастрат, удовлетворяющий знатных римских дам в их супружеских постелях. Постаревший венецианский виртуоз соблазнов в фильме «Возвращение Казановы» (1978) дожидается милости дожа, чтобы вернуться из ссылки в родную Венецию и здесь умереть. Но пока это не случилось, старый ловелас удовлетворяет свои прихоти с красавицей Марколиной, заручившись помощью её жениха.
Девятнадцатый век запечатлён в маске римского народного героя Ругантино — бездельника-люмпена, болтуна, сутенера и вора, по которому плачет плаха. Он поднимется на неё и докажет возлюбленной Розетте, что среди прочих его качеств главное — благородство души.
Двадцатый век открывается под гром канонады Первой мировой войны, в которую переходит «музыкальное» исполнение гимна Германии знаменитым парижским петоманом Жозефом Пюжолем («Петоман», 1983).
Первая мировая война представлена в творчестве Феста-Кампаниле киносказкой «Девушка и генерал» (1967) и героикомическим фильмом «Чортова корова» (1982).
В период между двумя войнами происходит действие фильма «Скандал в благородном семействе» (1984), в основу которого положен реальный случай, имевший место в Турине в 1926 году. Полиция задержала утратившего память человека, в котором сразу две семьи признали своего родственника. Для одних он был образованным человеком, профессором, для других — печатником-анархистом. Двое в одном. Суд постановил считать его ни тем, ни другим. В этом фильме налицо парадоксальная, пиранделловская ситуация об потере идентичности личности, которую великий Пиранделло воплотил в романе «Покойный Маттиа Паскаль», а после туринского случая в пьесе «Такая, как ты хочешь» (1929).

### Фильмы 1980-х годов
В 1981 году Феста-Кампаниле снял три фильма, имевшие грандиозный успех: «Ловкач» — история римского люмпена Джино Квирино (Тома́с Милиа́н), воспитывающего сына, родившегося от случайной связи со шведской туристкой. Вручив новорожденного ребёнка отцу, шведка была такова. Джино выживает с помощью ловких рук, чтобы накормить и одеть малыша, которому уготована судьба отца, не встраивающегося в рамки общества. Но общество в лице красавицы-инспектора по делам несовершеннолетних (Джованна Ралли) изменит их судьбу к лучшему.
Название фильма «Никто не совершенен» отсылает к прославленной комедии Билли Уайлдера «В джазе только девушки». Когда переодетый в женское платье Джек Леммон сообщает влюбленному в него миллионеру, что он мужчина, миллионер невозмутимо отвечает: «Никто не совершенен!» Оттолкнувшись от этой реплики, Феста-Кампаниле развивает тему однополых отношений. Молодой вдовец Гуэррино Кастильони (Ренато Подзетто) с ужасом обнаруживает, что его возлюбленная Шанталь (Орнелла Мути) вовсе не женщина, а парашютист-мужчина. Джек Леммон у Билли Уайлдера и Орнелла Мути у Паскуале Феста-Кампаниле оба неотразимы.
Формула «два фильма в одном» повторилась в комедии «Задница и рубашка». Первый фильм «Телеви́дящий» с Энрико Монтесано в главной роли — смешная и поучительная сказка для взрослых. Второй фильм «Мужчина, мужчина… да здравствует женщина» с комической парой Ренато Подзетто и Леопольдо Мастеллони в главных ролях. Пара влюбленных геев отмечает десятилетие супружеской жизни и в этот же день одному из них доведётся познакомиться с женщиной, которая изменит их жизнь как всегда к лучшему.
В 1982 году Паскуале Феста-Кампаниле выпустил четыре полнометражных фильма и опубликовал роман: титаническая работоспособность, которой не обладал никто, при этом каждый фильм или роман оказывался блестящим произведением искусства. В рецензии на фильм «Девушка из Триеста», снятый по одноимённому роману, изданному в том же году, критик ежедневной влиятельной газеты «Il Giornale» писал: «Как Паскуале Феста-Кампаниле удается снимать по три-четыре фильма в год и вдобавок писать пару-другую романов, остается великой загадкой: его титаническая работоспособность под стать широте его интересов, которые он воплощает блестяще».В этом году Феста-Кампаниле снял один из лучших своих фильмов «Краше в гроб кладут», комедию переодеваний и экивоков, исполненных виртуозно Энрико Монтесано — смешнее этой роли нет в репертуаре знаменитого комика. Бедствующая римская семья заставляет привлекательного Спартака заняться мужской проституцией. Он безработный, только что вышел из тюрьмы за мелкую кражу, жена беременна, живёт на содержании брата — положение безвыходное. Спартак выходит на панель. Переодевшись, став другим, трансвеститом, он впервые познает настоящие человеческие чувства. Но опыт этот не проходит бесследно — Спартак теряет свою личность: мужчина он или женщина?
В фильме «Чортова корова» Паскуале Феста-Кампаниле возвратился к теме Первой мировой войны, проходящей сквозь все его творчество: рассказ «Военный эпизод», опубликованный в 1929 г. в ж. «Fiera Letteraria», фильм «Девушка и генерал» (1967), роман «Грех» (1980), из которого режиссёр заимствовал целые эпизоды для нового фильма, действие которого разворачивалось на северо-восточном фронте, в тех же местах, где и события романа, в горах венецианского плоскогорья. Это смешная и трагическая история любви двух мужчин и женщины, которая любит обоих и ради них жертвует собой (Тот же треугольник влюбленных друзей, где героическая роль выпадает женщине, был ранее разработан в фильме «С огромной-преогромной любовью», 1969).
История Дино и Николь, героев «Девушки из Триеста», навеяна историей жизни и бурных отношений Скотта Фицджеральда и его экстравагантной жены Зельды. Это один из самых личных, исповеднических фильмов Феста-Кампаниле. В жизни автора комиксов Дино (Бен Газзара) появляется Николь (Орнелла Мути), ослепительный объект мужского желания. Николь страдает психическим расстройством на сексуальной почве. Личность её распадается на множество персонажей, в которых Дино ищет настоящую Николь, но не находит. На презентации фильма режиссёр заметил, что «хотел показать условия жизни современного человека, лишенного безоговорочных ценностей и старинных иллюзий; мужчины и женщины видят в любви средство от страха — страха жизни, себя и той тайны, частью которой мы являемся».
Критика восприняла этот фильм как возвращение Феста-Кампаниле к «серьёзному», авторскому кино. Однако через пять месяцев режиссёр выпустил комедию «Бинго-Бонго» — четвёртый фильм, снятый в 1982 году. Это также его четвёртый и последний фильм с Челентано. Безудержно смешная комедия, ставшая «фирменным знаком» великого итальянца. В ней актёр гиперреалистически совмещается с персонажем: таков был замысел сценаристов Энрико Ольдоини и Франко Феррини, написавших историю итальянского Тарзана для «человека на пружинах» с внешностью примата. Выращенный в джунглях, но перемещенный в городские джунгли Бинго Бонго становится посредником между миром людей и миром животных и проводит близкие Челентано идеи зооцентризма. Свои знаменитые хиты «У-у» и «Городские джунгли» певец впервые исполнил в этом фильме. Его партнёршей выступила Кароль Буке, «объект смутного желания» Бунюэля.
В марте 1983 г. на экраны вышла новая комедия Феста-Кампаниле «Бедный богач» с Ренато Подзетто в главной роли. Богатый предприниматель боится разориться и оказаться на улице. Каждую ночь он видит кошмарные сны, заканчивающиеся самоубийством. Психоаналитик советует ему пожить в шкуре бедняка, чтобы вытеснить эти опасные страхи. Герой Поццетто так и поступает — передает управление делами адвокату Марини, а сам отправляется нищенствовать. Устраивается к себе на предприятие носильщиком, снимает однокомнатную конуру в доме, построенном его фирмой, знакомится с очаровательной соседкой Мартой (Орнелла Мути), влюбляется в неё. Ему грозит повышение по службе, он увольняется. Оказывается на миланском дне. Пройдя через все испытания нищетой, бедный богач ликвидирует свои предприятия и отправляется с Мартой жить на ржавой посудине, которую сдает знакомый бомж. «Можно быть бедными и жить счастливо, главное иметь много денег», — парадоксальная реплика, на которой заканчивается фильм.
Феноменальный дар, которым Жозеф Пюжоль зарабатывает за вечер больше Сары Бернар и Люсьена Гитри вместе взятых, — это музыкальное испускание кишечных газов. Фильм «Петоман» вышел в прокат в октябре 1983 года. Трудно не впасть в пошлость, снимая раблезианский сюжет. Феста-Кампаниле рассматривал ситуацию с первозданной чистотою взгляда, при которой только и можно вызвать искренний, а не вульгарный смех. Арнольд Шёнберг был вдохновлён искусством Петомана и написал для него «Квинтет для сфинктера и скрипок». Уго Тоньяцци в роли Петомана расчетливо дозирует количество смеха. Когда, влюбившись в виолончелистку Катрин (Марианджела Мелато), Пужоль сбегает с ней в Италию, в Париже поднимается бунт, правые выступают против Пужоля, левые — за него. Пужоль возвращается в Париж и в суде доказывает моральность своего искусства. Оно достигает вершин на приватном выступлении артиста для великих мира сего — президента Франции, короля Великобритании и кайзера Германии. На своем инструменте Пужоль исполняет гимны трех стран, вызывая бешенство Вильгельма, под вопли которого в небе появляются сполохи Первой мировой войны.
«Скандал в благородном семействе» представлял Италию на 41-м Венецианском фестивале в 1984 году. Это был завершающий фильм Паскуале Феста-Кампаниле.
В 1984 году у Феста-Кампаниле обнаружилась почечная неоплазия. В период улучшений он дописывал для издательства «Бомпиани» свой последний роман «Счастливого рождества… Счастливого нового года» и приступал к экранизации своего романа «Ради любви, ради одной любви».

## Литературная деятельность
Путь в мире искусства Феста-Кампаниле начал с литературы, опубликовав в периодике ряд новелл и роман «Бабушка Сабелла». Увлечённый кинематографом, Феста-Кампаниле вернулся в литературу искушённым мастером спустя восемнадцать лет, выпустив в 1975 г. в свет сатирический роман «Любовью следует заниматься как следует», герой которой ищет, как многие в то время, источники энергии, альтернативные нефти. Одни находят их в атоме, он — в сексе, освещающем Рим, все города на свете, поднимающем в небо самолёты, ликвидирующем безработицу и обеспечивающем нормальное функционирование цивилизации. Другой выдающийся кинематографист и литератор Пьер Паоло Пазолини в эти годы написал роман «Нефть», в котором изобличал нефтяных магнатов и правящий класс, погрязший в разврате. Феста-Кампаниле в своем романе их беспощадно высмеивал. Например, церковь, как институт власти, вносит коррективы в евангельские заповеди и в свои же догмы. Монсеньор, представитель Ватикана, разрешая все виды секса, говорит: «По-прежнему запрещены убийство, кража, златолюбие и свобода мысли».
В 1977 г. вышел «Вор», за которым последовали «Грех» (1980) и «Ради любви, ради одной любви» (1983) — три великие книги «со священными образами». В первом Христос открывает царство небесное вору, распятому с ним на кресте; во втором любовь воплощается в своей наивысшей форме — милосердии; третий рассказывает мистерию любви Иосифа и Марии, родившей от Святого Духа. Два последних романа были удостоены литературной премии «Кампьелло».
Всем романам Паскуале Феста-Кампаниле присуща кинематографичность как в структуре рассказа, так и в строении образов. При этом он не был доволен ни одним из снятых по ним фильмам. На вопрос журналиста: «Какой из фильмов, снятых по твоим романам, ты считаешь лучше романа?» писатель отвечал: «Все они без исключения хуже романов. Это ещё одно доказательство бессмысленности переноса книги на киноэкран. Я очень люблю свои романы и сам занимался их экранизацией, поэтому мне некого винить в том, что все они по существу погублены». Другим отличительным свойством писателя является то, что все его романы (за исключением «Девушки из Триеста») написаны от первого лица, что расширяет возможности интроспекции и заостренности на психологических тонкостях персонажа. Его романы характеризует принадлежность к классической нарративной традиции с их стремительным развитием остросюжетного действия, глубоким знанием человеческой психологии и инстинктов, человеческих драм и комедий; они читаются неотрывно, на одном дыхании; его писательское перо отличается легкостью, за которой либо вскрывается второе дно, либо веет ароматом Палестины, либо дыханием ушедших времен с их очарованием и магией. Часто они заставляют смеяться до слёз и предлагают задуматься над причиной смеха.
«Влюбленная ведьма» (1985) — приключенческий юмористический роман, героиня которого, молодая потомственная ведьма, скрываясь от инквизиции, переодевается в мужское платье, попадает в Рим и влюбляется в папу Урбана VIII, в миру Маффео Барберини, покровителя Караваджо. Роман удостоен премии «Банкарелла».
В 1986 г. уже после смерти писателя вышел последний его роман «Счастливого рождества… Счастливого нового года» о престарелой супружеской паре, вынужденной жить врозь по домам дочерей из-за отсутствия денег. Разлука внезапно пробуждает в Эльвире и Джино прежние чувства, и они вопреки всем невзгодам воссоединяются вновь. Одноимённый фильм по этому роману снял в 1989 г. Луиджи Коменчини. Сценарий для него написали дети двух великих кинематографистов — Раффаэле Феста-Кампаниле и Кристина Коменчини.
Почечная неоплазия, обнаруженная в 1984 году, переросла в рак печени, от которого Паскуале Феста-Кампаниле скончался 25 февраля 1986 г. Он оставил незавершенной работу над сценарием фильма «Ради любви, ради одной любви», который был снят в 1993 г. режиссёром Джованни Веронези с Пенелопой Круз в роли Марии и Диего Абатантуоно в роли Иосифа. Фильм по его роману «Грех», который готовился снимать Джилло Понтекорво, не состоялся, поскольку Роберт Де Ниро, приглашенный продюсерами на главную роль, не устраивал режиссёра.
В 2017 году к 90-летию писателя издан сборник его ранних рассказов под названием «Счастье — замечательная вещь», в котором собраны произведения, опубликованные на страницах «Литературной ярмарки». Среди них автобиографический рассказ «Бабушка Юлия», из которого вырастет роман «Бабушка Сабелла». Итальянская культура закрепила за Феста-Кампаниле статус классика, включив этот роман в список обязательной литературы для изучения в средней школе.

## Театр
В 1962 году состоялся дебют Паскуале Феста-Кампаниле в театре. Его комедия «Ругантино» стал театральной сенсацией. Мировую славу мюзиклу, поставленному Гаринеи и Джованнини, принесли выступления на Бродвее в театре «Марк Хеллингер» в феврале 1964 г. Турне, организованное нью-йоркским продюсером Александром Коэном, продолжалось три недели с аншлагами. Здесь впервые Феста-Кампаниле использовал «запретный» в музыкальной комедии приём — в финале её герой погибает. Эта комедия прославлена главным образом тем, что арии из неё стали народными песнями, у которых нет авторов: «Roma nun fa' la stupida stasera», «Ciumachella ciumachella de Trastevere», «Rugantino alla berlina». Ругантино стал прообразом многих римских персонажей, созданных впоследствии Феста-Кампаниле (напр., Дино Квирино («Ловкач»), Мео («Белые голоса»), Горацио Имперьяли («По рукам!»).
Театральный опыт Феста-Кампаниле продолжил в музыкальной комедии «Двадцать золотых цехинов», написанной в содружестве с Луиджи Маньи и поставленной Франко Дзефирелли в декабре 1968 года в римском театре «Систина».
В 1970 году Феста-Кампаниле создал для драматического театра пьесу «Хоть я вас и очень люблю» — о буднях супружеской пары, в которой преобладает юмор и ирония, однако «я думаю, — говорил автор, — что это грустная комедия». Премьера спектакля в постановке Феста-Кампаниле состоялась в Модене в 1971 г. с выдающимися актёрами Лиллой Бриньоне и Джанни Сантуччо в главных ролях.

## Премии и номинации
- 1948 — Премия «Каравелла» за новеллу «Вавилон за городскими стенами» и др.
- 1951 — Премия «Марцотто» за журнализм
- 1956 — «Серебряная лента» за лучший сценарий фильма «Влюбленные»
- 1957 — Премия им. Коррадо Альваро и премия «Король друзей» за лучший юмористический роман «Бабушка Сабелла»
- 1957 — «Золотая раковина» международного кинофестиваля в Сан-Себастьяне и «Золотая олива» Фестиваля комического кино в Бордигере за лучший фильм «Бабушка Сабелла»
- 1958 — Премия Каннского фестиваля за лучший сценарий фильма «Молодые мужья»
- 1960 — «Серебряная лента» за лучший сценарий фильма «Рокко и его братья»
- 1963 — «Серебряная лента» за лучший сценарий фильма «Четыре дня Неаполя»
- 1964 — Номинация на «Оскар» за лучший оригинальный сценарий «Четыре дня Неаполя»
- 1978 — Премия жюри «Кампьелло» за роман «Вор»
- 1984 — Премия «Кампьелло» за роман «Ради любви, ради одной любви»
- 1986 — Премия «Банкарелла» за роман «Влюбленная ведьма»

## Личная жизнь
Паскуале Феста-Кампаниле был женат на художнице Анне Сальваторе; во втором браке на Анне Калеффи. В разные годы он жил гражданским браком с Катрин Спаак и Лилли Карати. Незадолго до смерти женился на дочери префекта Палермо Розальбе Маццамуто.

## Наследие
- Попытка полюбить, сорежиссёр Массимо Франчоза (1963)
- Un tentativo sentimentale, co-regia di Massimo Franciosa (1963)
- Белые голоса, сорежиссёр Массимо Франчоза (1964)
- Le voci bianche, co-regia di Massimo Franciosa (1964)
- Постоянство разума / La costanza della ragione (1964)
- Девственница для принца / Una vergine per il principe (1965)
- Адюльтер по-итальянски / Adulterio all’italiana (1966)
- Девушка и генерал / La ragazza e il generale (1967)
- Пояс целомудрия / La cintura di castità (1967)
- Муж мой, и я прикончу его, когда мне захочется / Il marito è mio e l’ammazzo quando mi pare (1967)
- Матриарх / La matriarca (1968)
- Куда ты направилась голая? / Dove vai tutta nuda? (1969)
- Шах королеве / Scacco alla regina (1969)
- С огромной-преогромной любовью / Con quale amore, con quanto amore (1970)
- Когда женщины были хвостатыми / Quando le donne avevano la coda (1970)
- Певчий дрозд / Il merlo maschio (1971)
- Когда у женщин отвалился хвост / Quando le donne persero la coda (1972)
- Закон первой ночи / Jus primae noctis (1972)
- Каландрия / La calandria (1972)
- Эмигрант / L’emigrante (1973)
- Ругантино / Rugantino (1973)
- Пендель / La sculacciata (1974)
- Любовью следует заниматься как следует / Conviene far bene l’amore (1975)
- Солдат удачи / Il soldato di ventura (1976)
- Признайся, что ты делаешь все для меня / Dimmi che fai tutto per me (1976)
- Кровавый автостоп / Autostop rosso sangue (1977)
- Дорогая жена / Cara sposa (1977)
- Возвращение Казановы / Il ritorno di Casanova (1978)
- Как потерять жену и найти любовницу / Come perdere una moglie e trovare un’amante (1978)
- Джеджѐ Беллавита / Gegè Bellavita (1979)
- Девичье тело / Il corpo della ragassa (1979)
- Воскресенье, эпизод из «Суббота, воскресенье, пятница» (1979)
- Domenica, episodio di «Sabato, domenica e venerdì» (1979)
- Вор / Il ladrone (1980)
- По рукам! /Qua la mano (1980)
- Ловкач / Manolesta (1981)
- Никто не совершенен / Nessuno è perfetto (1981)
- Задница и рубашка / Culo e camicia (1981)
- Краше в гроб кладут / Più bello di così si muore (1982)
- Чёртова корова / Porca vacca (1982)
- Девушка из Триеста / La ragazza di Trieste (1982)
- Бинго-Бонго / Bingo Bongo (1982)
- Бедный богач / Un povero ricco (1983)
- Петоман / Il petomane (1983)
- Скандал в благородном семействе / Uno scandalo perbene (1984)

- Бабушка Сабелла / La nonna Sabella, Milano:Bompiani, 1957
- Любовью следует заниматься как следует / Conviene far bene l’amore, Milano:Bompiani, 1975
- Вор / Il ladrone, Milano:Bompiani, 1977
- Ругантино / Rugantino, Milano:Rizzoli, 1978
- Грех / Il peccato, Milano:Bompiani, 1980
- Девушка из Триеста / La ragazza di Trieste, Milano:Bompiani, 1982
- Ради любви, ради одной любви / Per amore, solo per amore, Milano:Bompiani, 1983
- Влюбленная ведьма / La strega innamorata, Milano:Bompiani, 1985
- Счастливого рождества… Счастливого нового года / Buon Natale… Buon anno, Milano:Bompiani 1986
- Счастье – замечательная вещь / La felicità è una cosa magnifica, Macerata:Hacca, 2017
- Грех / Перевод с ит. Владимира Лукьянчука, СПб:Лимбус Пресс, 2021

- Фадиджа — Закон мести, реж. Роберто Бьянки Монтеро (1949)
- Faddija — La legge della vendetta, regia di Roberto Bianchi Montero (1949)
- Влюбленные, реж. Мауро Болоньини (1955)
- Gli innamorati, regia di Mauro Bolognini (1955)
- Страх над городом, реж. А. Дж. Майяно (1956)
- Terrore sulla città, regia di Anton Giulio Majano (1956)
- Бедные, но красивые, реж. Дино Ризи (1956)
- Poveri ma belli, regia di Dino Risi (1956)
- Песнь леса, реж. Альберто Анчилотто (1957)
- L’incanto della foresta, regia Alberto Ancillotto (1957)
- Женщина, вышедшая из моря, реж. Франческо Де Робертис (1957)
- La donna che venne dal mare, regia di Francesco De Robertis (1957)
- Бабушка Сабелла, реж. Дино Ризи (1957)
- La nonna Sabella, regia di Dino Risi (1957)
- Маменькин сынок, реж. Мауро Морасси (1957)
- Il cocco di mamma, regia di Mauro Morassi (1957)
- Отдых на Искье, реж. Марио Камерини (1957)
- Vacanze a Ischia, regia di Mario Camerini (1957)
- Бедные, но красавицы, реж. Дино Ризи (1957)
- Belle ma povere, regia di Dino Risi (1957)
- Молодые мужья, реж. Мауро Болоньини (1958)
- Giovani mariti, regia di Mauro Bolognini (1958)
- Тото̀ и Марчеллино, реж. Антонио Музу (1958)
- Totò e Marcellino, regia di Antonio Musu (1958)
- Он вор и она воровка, реж. Л. Дзампа (1958)
- Ladro lui, ladra lei, regia di Luigi Zampa (1958)
- Венеция, луна и ты, реж. Дино Ризи (1958)
- Venezia, la luna e tu, regia di Dino Risi (1958)
- Бедные миллионеры, реж. Дино Ризи (1958)
- Poveri milionari, regia di Dino Risi (1958)
- Следователь, реж. Луиджи Дзампа (1959)
- Il magistrato, regia di Luigi Zampa (1959)
- Стокилометровка, реж. Джулио Петрони (1959)
- La cento chilometri, regia di Giulio Petroni (1959)
- Фердинанд I, король Неаполя, реж. Дж. Франчолини (1959)
- Ferdinando I° re di Napoli, regia di Gianni Franciolini (1959)
- Все влюблены, реж. Джузеппе Орландини (1959)
- Tutti innamorati, regia di Giuseppe Orlandini (1959)
- Рокко и его братья, реж. Лукино Висконти (1960)
- Rocco e i suoi fratelli, regia di Luchino Visconti (1960)
- Полковник трижды сказал «и так далее», реж. Клод Буассоль (1960)
- Le tre «eccetera» del colonnello, regia di Claude Boissol (1960)
- Ферма «Виачча», реж. Мауро Болоньини (1961)
- La Viaccia, regia di Mauro Bolognini (1961)
- Убийца, реж. Элио Петри (1961)
- L’assassino, regia di Elio Petri (1961)
- Красота Ипполиты, реж. Джанкарло Дзаньи (1962)
- La bellezza di Ippolita, regia di Giancarlo Zagni (1962)
- Смог, реж. Франко Росси (1962)
- Smog, regia di Franco Rossi (1962)
- Четыре дня Неаполя, реж. Нанни Лой (1962)
- Le quattro giornate di Napoli, regia di Nanni Loy (1962)
- Без солнца и без луны, реж. Лучано Риччи (1962)
- Senza sole né luna, regia di Luciano Ricci (1962)
- Современная история: Пчеломатка, реж. Марко Феррери, (1963)
- Una storia moderna: L’ape regina, regia di Marco Ferreri (1963)
- Леопард, реж. Лукино Висконти (1963)
- Il Gattopardo, regia di Luchino Visconti (1963)
- В Италии это называется любовью, реж. Вирджилио Сабель (1963)
- In Italia si chiama amore, regia di Virgilio Sabel (1963)

Опубликованные сценарии
- Рокко и его братья / Rocco e i suoi fratelli (a cura di Guido Aristarco, Gaetano Carancini) Cappelli, Bologna 1960
- Ферма «Виачча» / La viaccia (a cura di Pietro Bianchi), Cappelli, Bologna 1961
- Леопард / Il gattopardo (a cura di Suso Cecchi D’Amico), Cappelli, Bologna 1963

- Ругантино / Rugantino con Franciosa, Garinei e Giovannini, Roma:Canes, 1962;
- Двадцать золотых цехинов / I venti zecchini d’oro con Luigi Magni, 1968
- Хоть я вас и очень люблю / Anche se vi voglio un gran bene, Bologna:Cappelli, 1971
- Ругантино /  Rugantino: opera completa, Roma:BMG Ricordi, 2000
- Ругантино /  Rugantino: opera completa, Roma:BMG Ricordi, 2000; [Milwaukee, Wisconsin] : distributed by Hal Leonard [2016]

### Монографии
- Pergolari Andrea. Pasquale Festa Campanile ovvero La sindrome di Matusalemme. — Roma: Aracne editrice, 2008. — 436 p. — ISBN 978-88-548-1926-9.
- Pergolari Andrea. Verso la commedia: momenti del cinema di Steno, Salce, Festa Campanile. — Firenze: Firenze Libri, 2002. — 358 p. — ISBN 8872561175.
- Fegatelli Renzo. Italian directors: Pasquale Festa Campanile. — Roma: Anica, 1982. — 64 p.

### Кинословари, энциклопедии
- AA.VV. Filmlexicon degli autori e delle opere. — Roma: Edizioni Bianco e Nero, 1958-67. — Vol. I-VII. — 10.316 p. — ISBN 978-0405085086.
- Rondolino Gianni. Dizionario del cinema italiano 1945—1969. — Torino: Einaudi, 1969. — 417 p.
- AA.VV. Enciclopedia Garzanti dello Spettacolo. — Milano: Garzanti, 1977. — 755 p.
- Canziani Alfonso (cura di). Cinema di tutto il mondo. — Milano: Mondadori, 1978. — 632 p.
- Rondolino Gianni (a cura di). Dizionario Bolaffi del cinema italiano (англ.). — Torino: G. Bolaffi, 1979.
- Bernardini Aldo (a cura di). Filmlexicon degli autori e delle opere. Sezione Italia. Aggiornamenti e integrazioni: 1971—1992. — Roma: Nuova ERI, 1992. — 1091 p. — ISBN 978-8839707642.
- Di Gianmatteo Fernaldo. Dizionario universale del cinema. Gli autori. — Roma: Editori Riuniti, 1985. — 2584 p. — ISBN 978-8835929130.
- Poppi Roberto. Dizionario del cinema italiano. I registi. — Roma: Gremese год= 1993. — 276 p. — ISBN 88-7605-725-0.
- Pergolari Andrea. Dizionario dei protagonisti del cinema comico e della commedia italiana. — Roma: Un mondo a parte год= 2003 (2012). — 415 p. — ISBN 9788890062933.
- Brunetta Gian Piero (a cura di). Dizionario dei registi del cinema mondiale. — Torino: Einaudi = 2005 (2009). — 1058 p. — ISBN 9788806190705.
- Canova Gianni (a cura di). Le Garzantine. Cinema. — Milano: Garzanti = 2005 (2009). — 1664 p. — ISBN 9788811505280.

### Истории кино, сборники научный статей
- Mongini Claudia, Mongini Giovanni. Storia del cinema di fantascienza. — Roma: Fanucci, 1999. — 675 p. — ISBN 8834706641.
- Fofi Goffredo, Faldini Franca. L’avventurosa storia del cinema italiano 1935—1959. — Milano: Feltrinelli, 1979. — 430 p.
- Fofi Goffredo, Faldini Franca. L’avventurosa storia del cinema italiano 1960—1969. — Milano: Feltrinelli, 1981. — 485 p.
- Fofi Goffredo, Faldini Franca. Il cinema italiano d'oggi, 1970-1984. — Milano: Mondadori, 1984. — 760 p.
- D'Amico Masolino. La commedia all'italiana: il cinema comico in Italia dal 1945 al 1975. — Milano: Mondadori, 1985. — IX-239 p.
- Baldini Antonio. Rugantino. — Milano: Bompiani, 1942.
- Cecchi d’Amico Suso. Storie di cinema (e d’altro). — Milano: Bompiani, 1994. — 240 p. — ISBN 45252594.
- Pintus Piero (a cura di). Commedia all’italiana. Parlano i protagonisti. — Roma: Gangemi, 1986. — 234 p. — ISBN 9788874481521.
- Giacovelli Enrico. La commedia all’italiana. — Roma: Gremese, 1995. — 382 p. — ISBN 9788884409164.
- Brunetta Gian Piero. Storia del cinema italiano. — 2. — Roma: Editori Riuniti, 1993. — ISBN 978-8835937234.
- Brunetta Gian Piero. Cent’anni di cinema italiano. — Bari: Laterza, 1995. — 522 p. — ISBN 978-8842073468.
- Miccichè Lino. Cinema italiano: gli anni ’60 e oltre. — 6. — Venezia: Marsilio, 1996. — ISBN 88-317-6094-7.
- Ghidetti E., Luti G. (a cura di). [https://www.worldcat.org/title/dizionario-critico-della-letteratura-italiana-del-novecento/oclc/806318350?referer=di&ht=edition Dizionario critico della letteratura italiana del Novecento]. — Roma: Editori Riuniti, 1997. — 940 p. — ISBN 8835941326.
- Caprioli Virginia. Vittorio e io. — Venezia: Marsilio, 1997. — 231 p. — ISBN 9788831766333.
- Giacovelli Enrico. Non ci resta che ridere. — Torino: Lindau, 1999. — 195 p. — ISBN 8871802993.
- Albano Vittorio. Gente di cinema: trent’anni di interviste. — Palermo: Agis, 2000. — 184 p.
- Danese Silvio. Anni fuggenti. Il romanzo del cinema italiano. — Milano: Bompiani, 2003. — 499 p. — ISBN 9788845255465.
- Pergolari Andrea. La fabbrica del riso. — Milano: Un mondo a parte, 2004. — 521 p. — ISBN 88-900629-9-1.
- Comand Mariapia (a cura di). Sulla carta. Storia e storie della sceneggiatura in Italia. — Torino: Lindau, 2006. — 314 p. — ISBN 9788871805856.
- Lanzoni Rémi. Comedy Italian Style: The Golden Age of Italian Film Comedies (англ.). — London: Bloomsbury Academic, 2009. — 288 p. — ISBN 9780826418210.
- Omaggio al regista nel trentennale della morte. Pasquale Festa Campanile, un autore popolare.  (итал.). — Roma: CSC, 23.02.2016 - 28.02.2016.
- Лукьянчук В. Паскуале Феста-Кампаниле и его роман "Грех". — Санкт-Петербург: Лимбус Пресс, 2021. — 282 p. — ISBN 9785837007897.